# Donna Lynne Champlin
Donna Lynne Champlin, née le 21 janvier 1971 à Rochester (New York), est une actrice et chanteuse américaine. Elle est notamment connue pour son rôle de Paula Proctor dans la série télévisée Crazy Ex-Girlfriend.

## Biographie
Champlin est née à Rochester, New York, d'une mère rédactrice technique et d'un père scientifique. Elle participe à plusieurs concours de danse, chant, théâtre, piano et flûte durant son enfance.

## Carrière
De 2015 à 2019, elle joue le rôle de Paula Proctor dans la série comique et musicale de The CW, Crazy Ex-Girlfriend.

## Vie privée
Elle est mariée l'acteur Andrew Arrow depuis 2010 et ont un fils, Charlie.

## Filmographie

### Cinéma
- 1993 : La Part des ténèbres (The Dark Half) de George A. Romero : une babysitter
- 2009 : Un milliardaire à New York (My Father's Will) de Fred Manocherian : Sandra
- 2014 : Birdman d'Alejandro González Iñárritu : une femme de Broadway
- 2017 : Downsizing d'Alexander Payne : l'administratrice à Leisureland
- 2019 : Yes, God, Yes de Karen Maine : Madame Veda
- 2020 : Feel the Beat d'Elissa Down : Mademoiselle Barb

### Télévision

#### Séries télévisées
- 2008 / 2010 : New York, police judiciaire (Law and Order) : Angelyne Robinson
- 2011 - 2014 : Submissions Only : Kim Gifford
- 2014 : The Good Wife : Myra Weymouth (saison 6, épisode 4)
- 2015 : Younger : Lori (saison 1, épisode 9)
- 2015 - 2019 : Crazy Ex-Girlfriend : Paula Proctor
- 2018 : Another Period : Hortense Bellacourt
- 2019 : Star Butterfly : Maude (voix)
- 2020 : The Good Fight : Mme Feldman (saison 4, épisode 7)
- 2020 - 2021 : In Strange Woods : Kathy
- 2021 : Blacklist (The Blacklist) : Guinevere Claflin (saison 8, épisode 4)
- 2021 : Centaurworld : Prairiedogtaur (voix)
- 2022 : Good Doctor  (The Good Doctor) : Brenna
- 2022 : The First Lady : Mel Winter[4]
- 2024 : Un couple parfait (The Perfect Couple) : Nikki Henry
- 2025 : New York, unité spéciale : Megan Wallace (saison 26, épisode 14)

#### Téléfilms
- 2001 : By Jeeves d'Alan Ayckbourn : Honoria Glossop
- 2013 : Mother's Day